# Kai Küstner
Kai Küstner (* 1971 in Hamburg) ist ein deutscher Journalist.

## Leben und Wirken
Küstner studierte von 1992 bis 1998/99 Geschichte, Politikwissenschaft und Amerikanistik an der Universität Hamburg. Schon während seines Studiums arbeitete er als freier Mitarbeiter für den NDR. Im Jahr 2002 wurde er festangestellter Redakteur bei NDR Info mit dem Spezialgebiet Medien.
Von 2008 bis 2013 leitete Küstner das ARD-Hörfunkstudio Südasien in Neu-Delhi, wo er über Indien, Pakistan und Afghanistan berichtete.
Er wurde am 1. September 2013 WDR/NDR-Korrespondent im ARD-Studio Brüssel. Nach fünf Jahren in Brüssel wurde er Korrespondent im ARD-Hauptstadtstudio. 2023 zog er mit seiner Frau, einer belgischen Diplomatin, nach Dakar, Senegal.

## Auszeichnungen
- 2004: Kurt-Magnus-Preis[3]